# Diplotaxis griffithii
Diplotaxis griffithii är en korsblommig växtart som först beskrevs av Joseph Dalton Hooker och Thomas Thomson, och fick sitt nu gällande namn av Pierre Edmond Boissier. Diplotaxis griffithii ingår i släktet mursenaper, och familjen korsblommiga växter. Inga underarter finns listade i Catalogue of Life.